# Rode espenvouwmot
De rode espenvouwmot (Phyllonorycter sagitella) is een vlinder uit de familie mineermotten (Gracillariidae). De wetenschappelijke naam is voor het eerst geldig gepubliceerd in 1790 door Bjerkander.

## Kenmerken
De spanwijdte is 8,5-9,5 mm. Er zijn twee generaties per jaar, met larven in juni en opnieuw van augustus tot oktober, en volwassenen op de vleugels in mei en opnieuw in juli en augustus.
De larven voeden zich met de ratelpopulier( Populus tremula). Ze mineren de bladeren van hun waardplant. Ze vormen een onderzijdige ovale vouwmijn zonder vaste positie op het blad. De mijn is geelachtig, soms rood getint en wordt zwart als hij oud is. De frass is verzameld in een hoek van de mijn. De pop is bijna zwart en gemaakt in een zeer dunne cocon.

## Voorkomen
De soort komt voor in Europa. Het wordt gevonden van Fennoscandinavië en Noord-Rusland tot de Pyreneeën, Italië en Roemenië en van Groot-Brittannië tot Zuid-Rusland.